# Platja d'El Figo
La Platja d'El Figo és una de les platges del concejo asturià de Tàpia de Casariego i està situada prop de la localitat de Salave. Forma part de la Costa Occidental d'Astúries i presenta protecció mediambiental per estar catalogada com ZEPA i LIC.

## Descripció
Té forma de petxina amb una longitud d'uns 220 metres i una amplària mitjana de 10-12 metres. La sorra és de gra mitjà i color fosc i el seu entorn és de tipus rural, amb escassa urbanització i grau d'ocupació molt baix. Aquesta platja rep el seu nom per la gran quantitat de figues que hi ha en el penya-segat de la seva part occidental. Està propera als nuclis urbans de «Medio» i A Follada.
Per accedir a la platja cal abandonar la carretera N 634 on hi ha una casa anomenada «El Cortaficio» i prendre una carretera que va en direcció nord i seguir-la sense desviar-se fins al segon encreuament on cal girar a la dreta i continuar fins al final on hi ha una petita capella deixant el cotxe en un prat annex. Solament cal caminar uns 200 metres per trobar l'única entrada a la platja. Per arribar al jaç cal baixar uns 30 metres de poca dificultat.
La platja no té cap servei i les seves activitats òptimes són la pesca recreativa i la pesca submarina. També es recomana arribar fins a ella per a senderistes doncs trobaran un lloc gairebé desconegut.